# Sympathy
Sympathy е песен на английската рок група „Юрая Хийп“, която първоначално е издадена в техния десети студиен албум Firefly на 28 февруари 1977 г. Песента е написана с текст и музика от Кен Хенсли и изпята от Джон Лоутън. Издадена е като сингъл в Германия, където достига връх на номер 37. Песента е записана и смесена в студиото на Roundhouse Recording в Лондон между октомври и ноември 1976 г., точно преди началото на турнето им в САЩ като съпорт на „Кис“ в Макон, Джорджия.
Песента е написана в тоналност ре минор.

## Музиканти
- Джон Лоутън – вокал
- Мик Бокс – китара
- Кен Хенсли – клавир
- Лий Кърслейк – барабани, беквокал
- Тревър Болдър – бас китара

## The Magician's Birthday Party (2002)
Парти за рождения ден на магьосника:
- Джон Лоутън – вокал
- Бърни Шоу – вокал
- Фил Ланзън – клавир, беквокал
- Мик Бокс – втора китара
- Кен Хенсли – първа китара
- Лий Кърслейк – барабани, беквокал
- Тревър Болдър – бас китара

### CD
- Return To Fantasy	4:49
- Tales	5:55
- Sweet Pretender 4:17
- I'll Keep On Trying	4:28
- July Morning	10:12
- Paradise / The Spell	11:09
- Circle Of Hands	6:47
- The Magician's Birthday	10:28
- Sympathy	5:25
- Free 'N' Easy 3:18
- Sunrise	4:14
- Easy Livin' 3:33

### DVD
- Stealin'
- Return To Fantasy
- Tales Тeйс ван Лер, флейта
- Sweet Pretender
- Between Two Worlds
- Mistress Of All Time
- I'll Keep On Trying
- July Morning
- Sunrise
- Paradise / The Spell
- Circle Of Hands
- Easy Livin'
- The Magician's Birthday
- Sympathy
- Free 'N' Easy